# Кетелби, Альберт
Альберт Кетелби (9 августа 1875, Эштон (Бирмингем) — 26 ноября 1959, Каус, остров Уайт) — британский композитор, дирижёр, пианист.

## Биография
В 11 лет написал сонату для фортепиано, о которой одобрительно отозвался Эдуард Элгар. В том же возрасте поступил учиться в Бирмингемскую консерваторию. Спустя два года перешёл в музыкальный Тринити-колледж в Лондоне, где показал большие музыкальные способности, в том числе обучившись игре на множестве оркестровых инструментов. Талант Кетелби более всего проявился в интересе к восточной музыкой; впоследствии произведения, написанные в её стиле, стали его «визитной карточкой». В Тринити-колледже он познакомился с Густавом Холстом, который, в частности, проиграл ему в конкурсе на получение стипендии. Некоторые из ранних его произведений были опубликованы под псевдонимами Рауль Клиффорд и Антон Водоринский.
После завершения обучения стал в 1896 году дирижёром в странствующей оперной труппе, спустя два года получил должность музыкального директора театра Opera Comique в Лондоне и тогда же активно занялся написанием музыкальных сочинений — как вокальных, так и инструментальных. Большинство его произведений, написанных в тот период, относилось к «лёгкой» музыке; многие из них использовались в качестве звукового сопровождения к немым фильмам или исполнялись во время салонных танцев. Вскоре получил широкую известность, став влиятельным композитором. Успех позволил ему отказаться от работы в театре. В 1934 году, когда король Георг V опоздал на концерт для королевской семьи, Кетелби, чей марш «A State Procession» исполнялся на этом мероприятии, приказал прервать музыку на середине произведения и начать с начала.
Помимо композиторства Кетелби занимался и другими видами деятельности — работал редактором для музыкальных издательств и музыкальным директором в «Columbia Graphophone Company». Сам он часто заявлял, что является первым британским композитором-миллионером, при этом не подкрепляя этот аргумент доказательствами. В октябре 1929 года издание «Performing Right Gazette» назвало его «величайшим живущим сейчас британским композитором». В 1906 году женился на знакомой вокалистке; их брак был долгим и счастливым, но бездетным. Зимой 1947 года его супруга умерла от пневмонии, и в октябре того же года Кетелби женился вторично на сотруднице гостиницы. В последние годы жизни часто посещал курорты острова Уайт, продолжал писать и много играл в бильярд. Скончался в возрасте 84 лет.
Одним из наиболее известных и популярных его произведений считается «In a Persian Market».